# Adams (Massachusetts)
Adams es un pueblo ubicado en el condado de Berkshire en el estado estadounidense de Massachusetts. En el Censo de 2010 tenía una población de 8.485 habitantes y una densidad poblacional de 142,66 personas por km².

## Geografía
Adams se encuentra ubicado en las coordenadas 42°37′32″N 73°7′11″O / 42.62556, -73.11972. Según la Oficina del Censo de los Estados Unidos, Adams tiene una superficie total de 59.48 km², de la cual 59.28 km² corresponden a tierra firme y (0.33%) 0.2 km² es agua.

## Demografía
Según el censo de 2010, había 8.485 personas residiendo en Adams. La densidad de población era de 142,66 hab./km². De los 8.485 habitantes, Adams estaba compuesto por el 96.95% blancos, el 0.66% eran afroamericanos, el 0.18% eran amerindios, el 0.49% eran asiáticos, el 0.02% eran isleños del Pacífico, el 0.22% eran de otras razas y el 1.47% pertenecían a dos o más razas. Del total de la población el 1.15% eran hispanos o latinos de cualquier raza.